# Eberardo di Baviera
Eberardo di Baviera (912 circa – 940 circa) fu duca di Baviera dal 937 fino alla deposizione da parte di Ottone I nel 938.

## Biografia

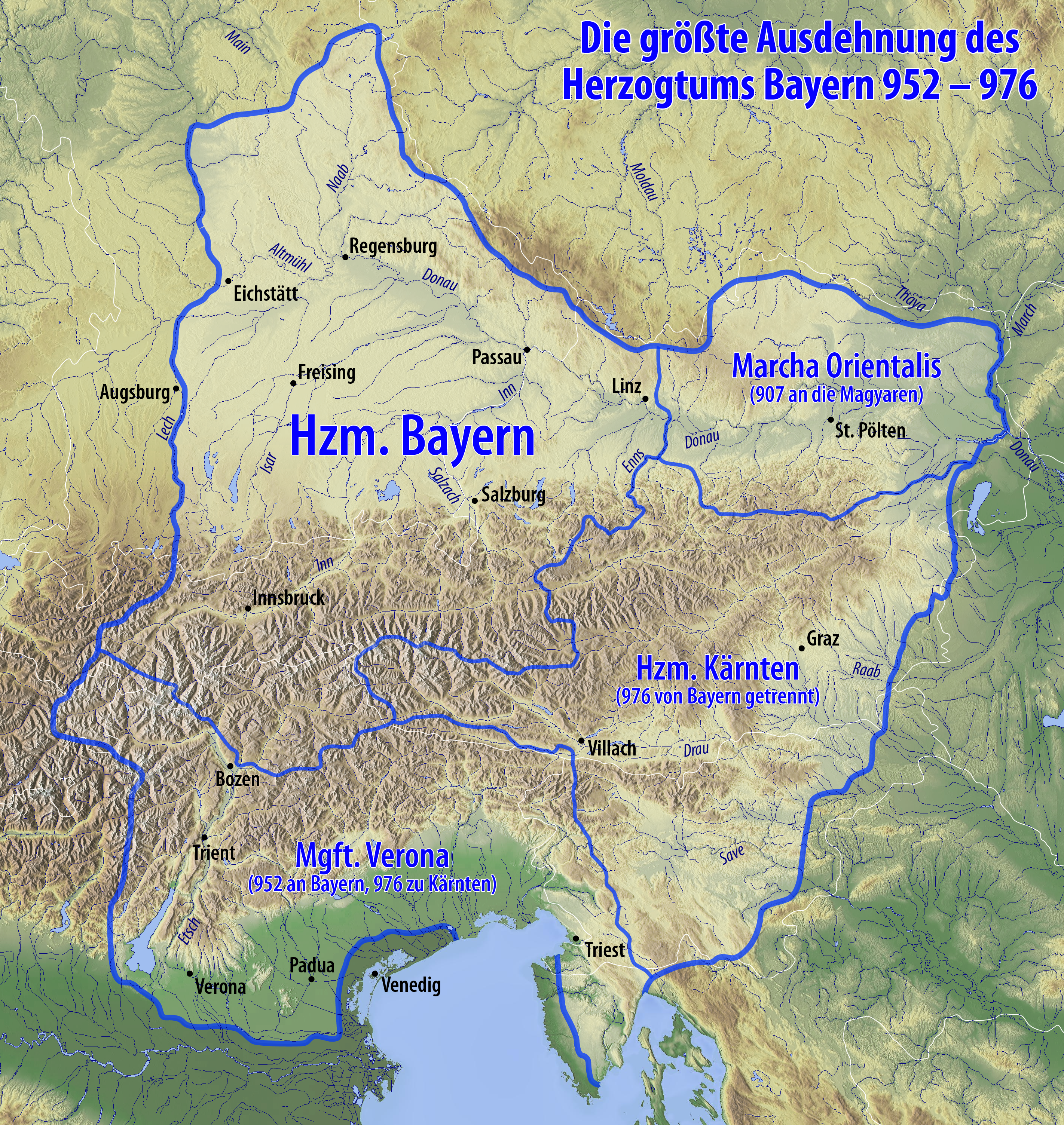
Il ducato di Baviera tra il 952 e il 976.

### Eberardo duca di Baviera
Eberardo era il figlio maggiore del duca Arnolfo di Baviera e della moglie Giuditta di Sulichgau, figlia del conte di Eberardo del Friuli, quest'ultimo figlio di Unruoch III del Friuli. Nel 934 gli oppositori del re Ugo di Provenza chiesero aiuto ad Arnolfo di Baviera e condusse una campagna militare diretta a Verona, dove la nobiltà locale, orfana di Rodolfo II di Borgogna, il quale aveva rinunciato alla corsa a trono italico, gli offrì la corona reale grazie alla origine materna che lo legava alla dinastia di Unrochingi. Arnolfo si alleò con il vescovo Raterio di Verona e il conte di Verona Milone, per poi marciare con il suo esercito di bavaresi verso Verona, ma qui vennero sconfitti e dovettero ritirarsi, ponendo fine a questo tentativo senza precedenti di stabilire un regno italico-bavarese molto dannoso per l'unità del regno dei Franchi Orientali. Nel 935 suo padre Arnolfo, con il consenso della nobiltà bavarese che gli rende omaggio, lo nomina suo successore. Fu in quel momento che sposò una certa Liutgarda.

### Relazioni con Ottone I
Dopo la morte di Arnolfo nel 937, Ottone I colse l'occasione per affermare il diritto di investitura reale al ducato e convocò i tre figli del defunto a presentarsi davanti a lui per designare il nuovo duca. Eberardo rispose alla provocazione proclamandosi duca di Baviera per diritto ereditario. Il conflitto con il re divenne inevitabile e, dopo due campagne nella primavera e nell'autunno del 938, Ottone riuscì a deporre Eberardo e questo venne bandito. Il re utilizzò questa situazione di forza dovuta alla sua vittoria per eliminare gli altri concorrenti e scelse come duca Bertoldo, fratello del duca Arnolfo e zio di Eberardo; egli dovette però rinunciare a poteri e privilegi che erano stati mantenuti con Enrico l'Uccellatore, come il diritto di nomina dei vescovi. Il fratello di Eberardo, Arnolfo II di Baviera, figlio e omonimo del primo duca, venne graziato e fu nominato da Ottone conte palatino, i cui compiti comprendevano la gestione dei diritti delle proprietà reali in Baviera, riuscendo in tal modo a mettere fine alle prerogative ducali. Il destino di Eberardo, il luogo del suo esilio e la data della sua morte sono sconosciuti.

## Famiglia e figli
Sposò Liutgarda ed ebbero:
- Wichburg, che sposò il futuro conte palatino di Baviera Hartwig I. Essi ebbero come figlio Hartwig, che divenne arcivescovo di Salisburgo;
- Wigfrid.